# Prisión de Lukiánivska
La prisión de Lukiánivska (ucraniano:Лук'янівська тюрма) es una prisión histórica famosa en la capital de Ucrania, Kiev, situada en el barrio de Lukiánivka. Esta prisión funciona en la actualidad de centro de detención preventivo (ucrainano:слідчий ізолятор), aunque coloquialmente se la llame prisión. También conocido por las siglas SIZO (СІЗО), que literalmente significa: instalación de aislamiento para la investigación. El conjunto incluye diferentes estilos de arquitectura histórica. 

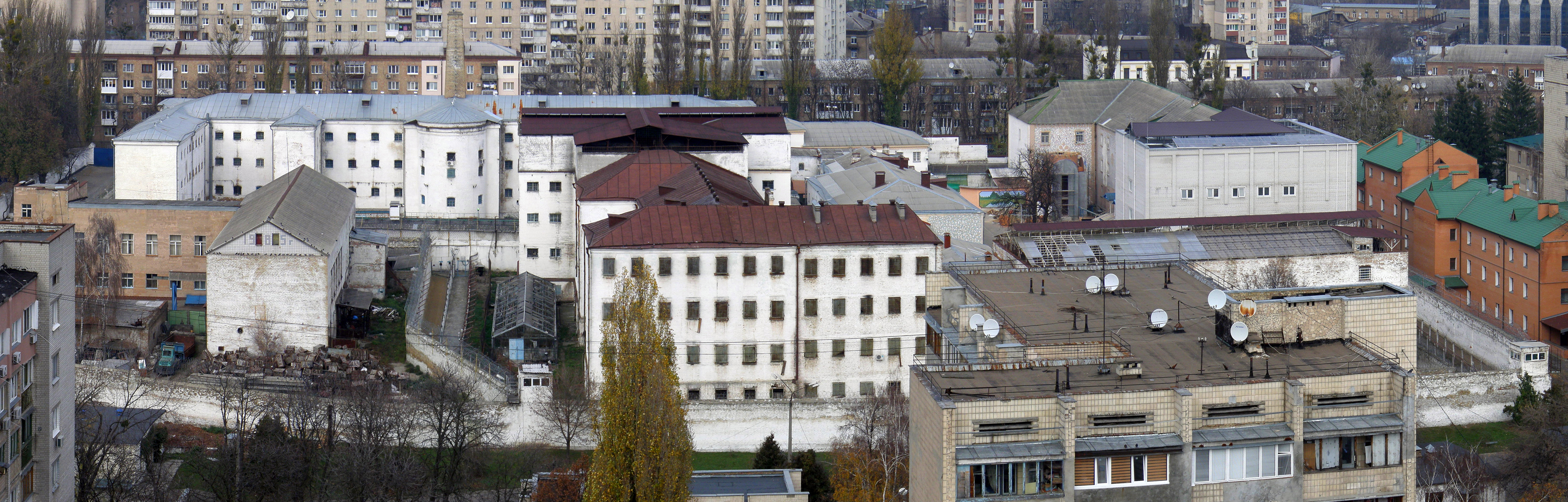

## Historia
La fundación de la prisión se remonta a principios del siglo XVIII. La misma consta de varios cuerpos, aunque el cuerpo básico es un edificio de cuatro plantas. En el terreno de la prisión también había una iglesia, en cuyas celdas también fue construido en tiempo soviéticos. Otras partes del edificio fueron terminados a principios del siglo XX. 
En sus sótanos hay un completo sistema de túneles que permiten la circulación entre distintas partes de la prisión: la zona de interrogatorio (investigación), la parte vieja y la parte nueva. Dentro de los túneles hay numerosas puertas metálicas con cerraduras y señalizaciones especiales. 
En los tiempos de entreguerras, fue utilizado como prisión del OGPU por el Ministerio del Interior (MVS) de la RSFSR. En su máximo funcionamiento, llegó a tener veinticinco mil detenidos, muchos de ellos por represión política.
Se sigue utilizando parte de la antigua prisión como calabozos preventivos, con el nombre de SIZO N.º 13 ( СІЗО № 13]

## Detenidos famosos
- Iósif Slipi (Йосиф Сліпий) — El Cardenal Primado de la Iglesia greco-católica ucraniana
- Vasili Vishivani (Guillermo de Austria) (Василь Вишиваний) — Archiduque Austriaco y Poeta
- Volodímir Vinnichenko - Político ucraniano
- Yulia Timoshenko (Тимошенко Юлія Володимирівна) — Política ucraniana
- Maksim Rilski (Максим Рильський) — Poeta ucraniano
- Félix Dzerzhinski (Фелікс Дзержинський) — Revolucionario soviético, fundador de la Cheka
- Moiséi Uritski - Líder bolchevique
- Maksim Litvínov — Revolucionario soviético, ministro de Exteriores
- Serguéi Paradzhánov - Director de cine soviético
- Yaroslav Dombrovski (Ярослав Домбровський) (1836-1881)— Líder del movimiento de liberación polaco.